# گوگو اینفلایت
گوگو اینفلایت (انگلیسی: Gogo Inflight) شرکت هوانوردی آمریکایی است، که در سال ۱۹۹۱ تأسیس شد.